# 藤原豊次郎
藤原 豊次郎（ふじわら とよじろう、1899年1月12日 - 1979年12月8日）は、日本の政治家。日本社会党所属の衆議院議員（1期）。

## 経歴
千葉県出身。1929年千葉医科大学卒。眼科医院を開業し、市川市議、千葉県議を経て、1960年の第29回衆議院議員総選挙において千葉1区から日本社会党公認で立候補して当選した。衆議院議員は1期務め、1963年の第30回衆議院議員総選挙で落選した。その後、1969年の第32回衆議院議員総選挙で諸派として立候補したが落選した。
このほか社会党市川支部長、市川市医師会会長、千葉県医師会顧問や日中友好協会千葉県会長なども歴任した。